# Happy Wheels
Happy Wheels (с англ. — «Счастливые колёса») — бесплатная браузерная игра в жанре платформера, созданная Джимом Боначчи в 2010 году. Геймплей основан на игре Gravity Defied для мобильных телефонов. В Happy Wheels несколько игровых персонажей, которые используют различные, иногда нетипичные средства передвижения, чтобы пересечь множество препятствий игры. Игра известна также из-за её графического насилия.

## Игровой процесс

Скриншот геймплея

Happy Wheels — инди-игра, построенная на чёрном юморе. Основная цель всех уровней игры: живым дойти до финиша. Сценарий как таковой у игры отсутствует. Интересной особенностью игры является то, что уровень может создать любой зарегистрированный пользователь. В разделе «Play» предоставляются 100 лучших уровней игры по версии разработчиков; периодически список изменяется. В разделе «Browse levels» можно найти любые уровни, созданные пользователями сайта разработчика, с возможностью поиска по названию уровня либо ника его создателя и сортировкой по времени создания.
Слоганом Happy Wheels является «Выбери своего неадекватно приготовленного гонщика и игнорируй серьёзные последствия в твоём отчаянном поиске победы!» Механика геймплея меняется в зависимости от выбранного персонажа и структуры уровня.
Персонажи в игре могут терять части тела — руки или ноги. Если персонаж теряет голову, он погибает. В других случаях можно продолжать играть, но некоторые персонажи без частей тела действуют хуже и затрудняют прохождение уровня. Также у разных персонажей есть транспорт, например сегвей. По мере появления других версий проекта, в игру добавлялись и новые персонажи. После закрытия Flash была переделана на JavaScript, после чего в главном меню появились небольшие жёлтые надписи, например «Flashless Version».

## Сериал
В ноябре 2016 года на Go90 состоялась премьера 9-серийного мультсериала по мотивам Happy Wheels. Действие сериала, созданного Machinima, Inc. и цифровым подразделением Bunim/Murray Productions BMP Digital, разворачивается в главном городе, получившем название «самого опасного сообщества на Земле», где «людей каждый день калечат ловушки, шипы, мины, автомобили, небезопасные дороги и различные опасности. Но никто, кажется, этого не замечает. Чтобы уменьшить жестокость в городе, пять обеспокоенных граждан создают комитет по повышению осведомленности о безопасности, но часто терпят неудачу с веселыми результатами».

## Оценки
| Сводный рейтинг       | Сводный рейтинг |
| Агрегатор             | Оценка          |
| --------------------- | --------------- |
| Metacritic            | 73/100          |
| Иноязычные издания    |                 |
| Издание               | Оценка          |
| Gamezebo              | [ 7 ]           |
| Русскоязычные издания |                 |
| Издание               | Оценка          |
| StopGame.ru           | Проходняк       |

Happy Wheels получила в целом положительные отзывы. Она была признана одной из «Лучших бесплатных игр» по версии IGN. Редактор уровней и количество пользовательского контента получили высокую оценку критиков. Чрезмерный характер насилия является центральной темой игры, и некоторые рецензенты сочли его юмористическим; в одном обзоре говорилось, что «Так по-настоящему трудно играть в Happy Wheels и не смеяться над нелепыми способами, которыми ваш персонаж может быть разорван на куски».